# Speer (sommet)
Pour les articles homonymes, voir Speer.
Le Speer est un sommet des Alpes suisses, dans les Préalpes appenzelloises à 1 950 m d'altitude, dans le canton de Saint-Gall.

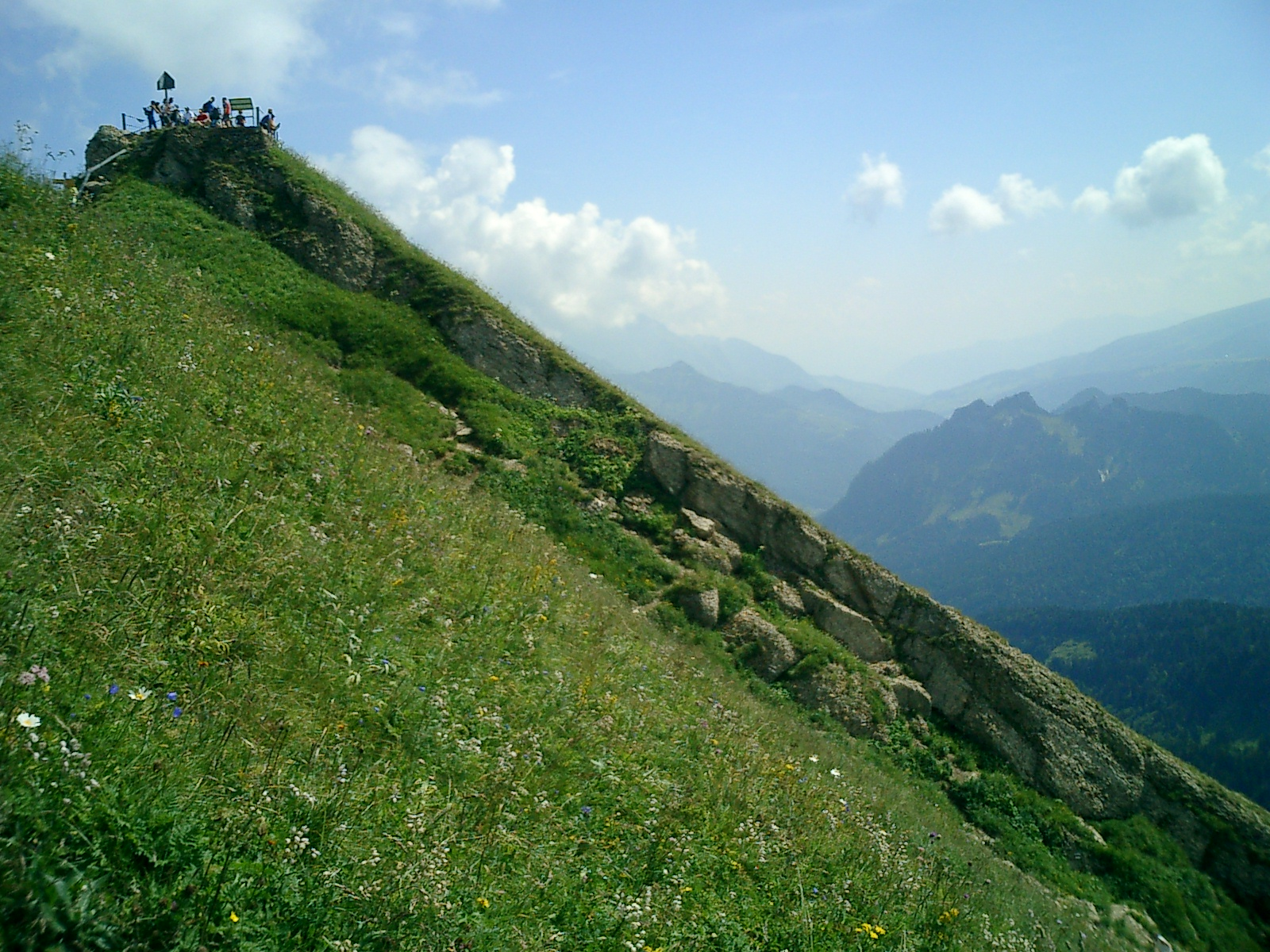
Plateforme au sommet.

C'est le plus haut sommet constitué de conglomérat en Europe.